# Kiekko-Espoo
Le Kiekko-Espoo est un club de hockey fondé en 2018 domicilié à Espoo (Finlande).
Il évolue dans la Liiga et joue ses rencontres à domicile à la Espoo Metro Areena.

## Historique

### 2018: les débuts dunouveau Kiekko-Espoo
Le club est fondé en 2018, après le dépôt de bilan des Espoo United et joue sa première saison en 2018-2019 dans la troisième division Finlandaise (Suomi-sarja).
En 2020, l'équipe est promue en deuxième division (Mestis)
Le Kiekko-Espoo remporte la Mestis lors de la saison 2022-2023
Le 30 octobre 2023, Kiekko-Espoo demande une licence pour rejoindre la Liiga pour la saison 2024-2025 qui est acceptée le 20 décembre 2023.

## Palmarès
- Vainqueur de la Mestis : 2023.